# حرام الجسد (فلم)
حرام الجسد جريمة مصري من إنتاج سنة 2016. الفيلم من إخراج وتأليف خالد الحجر، وإنتاج  جابي خوري،  ومن بطولة ناهد السباعي، وأحمد عبد الله محمود، وزكي فطين عبد الوهاب، وسلوى محمد علي، ومحمود البزاوي.

## ملخص القصة
- (حسن) و(فاطمة) زوجان من الريف، يعملان لدى (مراد)، وفي فترة الانفلات الأمني واقتحام السجون إبان ثورة 25 يناير، يهرب (علي) ابن عم (حسن) من السجن ويذهب إلى منزل ابن عمه للاختباء لديه، ولكن (مراد) يكتشف علاقة الحب القديمة التي جمعت منذ سنوات بين (علي) و(فاطمة)، وتتوالى عليهما المشكلات بسبب هذه العلاقة.

## طاقم التمثيل
- ناهد السباعي
- أحمد عبد الله محمود
- زكي فطين عبد الوهاب
- سلوى محمد علي
- محمود البزاوي
- أبو بكر عباس
- أحمد العدوي
- وئام مجدي
- عبد الرحمن عويس
- مصطفي راضي
- عمر عسران
- محمد عويس
- سعد صالح
- هاجر حسني
- سيد عبده
- سامي فكري
- سمير عبد الرحيم
- إبراهيم عمران
- مجدي توفيق
- دياب عبد التواب

## الإنتاج
- كتب خالد الحجر قصة وسيناريو الفيلم، وكان الفيلم من إخراج خالد الحجر أيضا وإنتاج جابي خوري...